# Érica González
Érica Guadalupe González (n. Ciudad de Santa Fe, Provincia de Santa Fe, Argentina, 14 de octubre de 1994) es una futbolista argentina que juega como defensora en el Club Atlético Unión de la Primera División de la Liga Santafesina.

## Trayectoria
González empezó en la práctica del fútbol en el año 2012 con el regreso del fútbol femenino a Santa Fe, desde un principio ella elegiría a Unión el club de sus amores, si bien el primer año sería duro para el equipo con el pasar del tiempo se convertía en el equipo que más veces logró salir campeón teniendo a González como pieza clave y fundamental en la defensa.

## Clubes
| Club             | País      | Año           |
| ---------------- | --------- | ------------- |
| Unión (Santa Fe) | Argentina | 2012-presente |

### Estadísticas
- Actualizado al 19 de abril de 2021

| Club | Div.                | Temporada                                   | Liga Regional(1)                            | Liga Regional(1)                            | Liga Regional(1)                            | Copa Provincial(2)                          | Copa Provincial(2)                          | Copa Provincial(2)                          | Liga Nacional(3)                            | Liga Nacional(3)                            | Liga Nacional(3)                            | Copa Nacional(4)                            | Copa Nacional(4)                            | Copa Nacional(4)                            | Copa Internacional(5)                       | Copa Internacional(5)                       | Copa Internacional(5)                       | Total                                       | Total                                       | Total                                       | Media goleadora |
| Club | Div.                | Temporada                                   | Part.                                       | Goles                                       | Asist.                                      | Part.                                       | Goles                                       | Asist.                                      | Part.                                       | Goles                                       | Asist.                                      | Part.                                       | Goles                                       | Asist.                                      | Part.                                       | Goles                                       | Asist.                                      | Part.                                       | Goles                                       | Asist.                                      | Media goleadora |
| --- | ------------------- | ------------------------------------------- | ------------------------------------------- | ------------------------------------------- | ------------------------------------------- | ------------------------------------------- | ------------------------------------------- | ------------------------------------------- | ------------------------------------------- | ------------------------------------------- | ------------------------------------------- | ------------------------------------------- | ------------------------------------------- | ------------------------------------------- | ------------------------------------------- | ------------------------------------------- | ------------------------------------------- | ------------------------------------------- | ------------------------------------------- | ------------------------------------------- | --------------- |
| Unión Argentina |                     |                                             |                                             |                                             |                                             |                                             |                                             |                                             |                                             |                                             |                                             |                                             |                                             |                                             |                                             |                                             |                                             |                                             |                                             |                                             |                 |
| 1.ª | 2012                | 0                                           | 0                                           | 0                                           | -                                           | -                                           | -                                           | -                                           | -                                           | -                                           | -                                           | -                                           | -                                           | -                                           | -                                           | -                                           | 0                                           | 0                                           | 0                                           | 0                                           |                 |
| 1.ª | 2013                | 0                                           | 0                                           | 0                                           | -                                           | -                                           | -                                           | -                                           | -                                           | -                                           | -                                           | -                                           | -                                           | -                                           | -                                           | -                                           | 0                                           | 0                                           | 0                                           | 0                                           |                 |
| 1.ª | 2014                | 0                                           | 0                                           | 0                                           | -                                           | -                                           | -                                           | -                                           | -                                           | -                                           | 0                                           | 0                                           | 0                                           | -                                           | -                                           | -                                           | 0                                           | 0                                           | 0                                           | 0                                           |                 |
| 1.ª | 2015                | 0                                           | 0                                           | 0                                           | -                                           | -                                           | -                                           | -                                           | -                                           | -                                           | -                                           | -                                           | -                                           | -                                           | -                                           | -                                           | 0                                           | 0                                           | 0                                           | 0                                           |                 |
| 1.ª | 2016                | 0                                           | 0                                           | 0                                           | -                                           | -                                           | -                                           | -                                           | -                                           | -                                           | 0                                           | 0                                           | 0                                           | -                                           | -                                           | -                                           | 0                                           | 0                                           | 0                                           | 0.                                          |                 |
| 1.ª | 2017                | 0                                           | 0                                           | 0                                           | 0                                           | 0                                           | 0                                           | -                                           | -                                           | -                                           | -                                           | -                                           | -                                           | -                                           | -                                           | -                                           | 0                                           | 0                                           | 0                                           | 0                                           |                 |
| 1.ª | 2018                | 0                                           | 0                                           | 0                                           | -                                           | -                                           | -                                           | -                                           | -                                           | -                                           | -                                           | -                                           | -                                           | -                                           | -                                           | -                                           | 0                                           | 0                                           | 0                                           | 0                                           |                 |
| 1.ª | 2019                | 0                                           | 0                                           | 0                                           | 0                                           | 0                                           | 0                                           | -                                           | -                                           | -                                           | -                                           | -                                           | -                                           | -                                           | -                                           | -                                           | 0                                           | 0                                           | 0                                           | 0                                           |                 |
| 1.ª | 2020                | Suspendido debido a la Pandemia de COVID-19 | Suspendido debido a la Pandemia de COVID-19 | Suspendido debido a la Pandemia de COVID-19 | Suspendido debido a la Pandemia de COVID-19 | Suspendido debido a la Pandemia de COVID-19 | Suspendido debido a la Pandemia de COVID-19 | Suspendido debido a la Pandemia de COVID-19 | Suspendido debido a la Pandemia de COVID-19 | Suspendido debido a la Pandemia de COVID-19 | Suspendido debido a la Pandemia de COVID-19 | Suspendido debido a la Pandemia de COVID-19 | Suspendido debido a la Pandemia de COVID-19 | Suspendido debido a la Pandemia de COVID-19 | Suspendido debido a la Pandemia de COVID-19 | Suspendido debido a la Pandemia de COVID-19 | Suspendido debido a la Pandemia de COVID-19 | Suspendido debido a la Pandemia de COVID-19 | Suspendido debido a la Pandemia de COVID-19 | Suspendido debido a la Pandemia de COVID-19 |                 |
| 1.ª | 2021                | 0                                           | 0                                           | 0                                           | -                                           | -                                           | -                                           | -                                           | -                                           | -                                           | 0                                           | 0                                           | 0                                           | -                                           | -                                           | -                                           | 0                                           | 0                                           | 0                                           | 0                                           |                 |
| Total | Total               | 0                                           | 0                                           | 0                                           | 0                                           | 0                                           | 0                                           | -                                           | -                                           | -                                           | 0                                           | 0                                           | 0                                           | -                                           | -                                           | -                                           | 0                                           | 0                                           | 0                                           | 0                                           |                 |
| Total en su carrera | Total en su carrera | Total en su carrera                         | 0                                           | 0                                           | 0                                           | 0                                           | 0                                           | 0                                           | 0                                           | 0                                           | 0                                           | 0                                           | 0                                           | 0                                           | 0                                           | 0                                           | 0                                           | 0                                           | 0                                           | 0                                           | 0               |
| (1) Incluye Liga Santafesina (Debido a la poca información que hay algunos datos pueden estar erróneos) (2) Incluye Torneo Provincial y Copa Santa Fe (3) Incluye Campeonato Argentino (4) Incluye Campeonato Nacional y Copa Federal (5) Incluye Copa Libertadores |                     |                                             |                                             |                                             |                                             |                                             |                                             |                                             |                                             |                                             |                                             |                                             |                                             |                                             |                                             |                                             |                                             |                                             |                                             |                                             |                 |

## Palmarés

### Campeonatos regionales
| Título      | Club             | País      | Año  |
| ----------- | ---------------- | --------- | ---- |
| Copa de Oro | Unión (Santa Fe) | Argentina | 2013 |
| Apertura    | Unión (Santa Fe) | Argentina | 2014 |
| Copa de Oro | Unión (Santa Fe) | Argentina | 2014 |
| Apertura    | Unión (Santa Fe) | Argentina | 2016 |
| Copa de Oro | Unión (Santa Fe) | Argentina | 2016 |
| Apertura    | Unión (Santa Fe) | Argentina | 2017 |
| Apertura    | Unión (Santa Fe) | Argentina | 2018 |
| Apertura    | Unión (Santa Fe) | Argentina | 2019 |
| Apertura    | Unión (Santa Fe) | Argentina | 2021 |

### Campeonatos provinciales
| Título        | Club             | País      | Año  |
| ------------- | ---------------- | --------- | ---- |
| Provincial    | Unión (Santa Fe) | Argentina | 2017 |
| Copa Santa Fe | Unión (Santa Fe) | Argentina | 2019 |